# Керченско-Таманский прогиб
Керченско-Таманский прогиб — обширная депрессия, разделяющая Горный Крым и Большой Кавказ, а также впадины Чёрного и Азовского морей. На территории прогиба расположен Керченский пролив, а также восточная часть Керченского полуострова, западная часть Таманского полуострова и прилегающий черноморский шельф. Восточной границей является Кальмиус-Джигинский меридиональный разлом, западной — Узунларско-Горностаевский разлом, северной — Северо-Таманская зона положительных структур (антиклиналей), за которой находится Индоло-Кубанский прогиб. На юге граница проходит по Барьерной антиклинальной зоне, за которой находится Туапсинский прогиб. На востоке-северо-востоке Керченско-Таманский прогиб переходит в Западно-Кубанский прогиб, а на западе-юго-западе — в прогиб Сорокина. Осадочные толщи, до 10-12 километров, разделяются на пять этажей: неогеновый, майкопский, эоцен-верхнемеловой, нижнемеловой и юрский.